# Stadion im. Stanisława Kurowskiego w Szamotułach
Stadion im. Stanisława Kurowskiego – stadion piłkarski w Szamotułach, w Polsce. Obiekt może pomieścić 2877 widzów, z czego 2377 miejsc jest siedzących. Swoje spotkania na stadionie rozgrywają piłkarze klubu Sparta Szamotuły. Obiekt był jedną z aren piłkarskich Mistrzostw Europy U-19 w 2006 roku oraz Mistrzostw Europy U-18 w rugby union w 2014 i 2018 roku.